# Michel Raoult
Pour les articles homonymes, voir Raoult.
Michel Raoult, né le 10 août 1943 à Boulogne-Billancourt et mort le 27 mars 2002 à Nanterre est un dirigeant du mouvement pro-vie en France, fondateur de l'association Choisir la vie. Il est assassiné par Richard Durn lors de la tuerie de Nanterre.

## Biographie

### Famille et formation
Michel Raoult naît le 10 août 1943 à Boulogne-Billancourt. Il est le cousin d'Éric Raoult, ministre de la Ville.
Il est ingénieur diplômé de l'École nationale supérieure d'arts et métiers.
Marié, il a trois filles. Il est assassiné le 27 mars 2002 par Richard Durn lors de la tuerie de Nanterre. À l'issue d'une messe d'obsèques célébrée à la cathédrale Sainte-Geneviève de Nanterre, il est inhumé au cimetière de Rueil-Malmaison.

### Militant associatif
Michel Raoult « se fait connaître en s’engageant, dès les années 1970, dans la défense de la vie au sein de l'association Laissez-les-vivre-SOS futures mères ».
Il fonde ensuite le 3 juillet 1982 l'Association pour l'objection de conscience à toute participation à l'avortement (AOCPA, devenue « Choisir la Vie »), en opposition au remboursement de l'IVG, qu'il dirige jusqu'à sa mort,.

### Militant syndical
Ingénieur cadre dans le groupe European Aeronautic Defence and Space Company (EADS),, il milite au sein de la CFTC.

### Militant politique
Militant du Rassemblement pour la République (RPR), il est élu en 2001 conseiller municipal de Nanterre dans le groupe « Union pour Nanterre »,.

## Hommage
Le 22 juillet 2002, il est nommé au grade de chevalier dans l'ordre national de la Légion d'honneur, Avec effet au 23 avril 2002, au titre de « conseiller municipal de Nanterre (Hauts-de-Seine). Tué dans l'exercice de ses fonctions électives »
En 2012, Patrick Jarry, le maire de Nanterre, donne le nom de Michel Raoult à l'une des voies de sa commune.